# Fußball-Weltmeisterschaft 1990/Vereinigte Staaten
Dieser Artikel behandelt die US-amerikanische Nationalmannschaft bei der Fußball-Weltmeisterschaft 1990.

## Qualifikation

### Erste Runde
Die Vereinigten Staaten mussten als eines der fünf besten Teams der Zone erst ab der Zweiten Runde antreten.

### Zweite Runde
| Jamaika            | - | Vereinigte Staaten | 0:0 |
| Vereinigte Staaten | - | Jamaika            | 5:1 |

### Finalrunde
| Costa Rica         | - | Vereinigte Staaten | 1:0 |
| Vereinigte Staaten | - | Costa Rica         | 1:0 |
| Vereinigte Staaten | - | Trinidad & Tobago  | 1:1 |
| Vereinigte Staaten | - | Guatemala          | 2:1 |
| El Salvador        | - | Vereinigte Staaten | 0:1 |
| Guatemala          | - | Vereinigte Staaten | 0:0 |
| Vereinigte Staaten | - | El Salvador        | 0:0 |
| Trinidad & Tobago  | - | Vereinigte Staaten | 0:1 |

## US-amerikanisches Aufgebot
| Nr.               | Name                 | Verein vor WM-Beginn     | Geburtstag | Spiele   | Tore     | Gelbe Karte | Rote Karte |
| Torhüter          | Torhüter             | Torhüter                 | Torhüter   | Torhüter | Torhüter | Torhüter    | Torhüter   |
| ----------------- | -------------------- | ------------------------ | ---------- | -------- | -------- | ----------- | ---------- |
| 1                 | Tony Meola           | University of Virginia   | 21.02.1969 | 3        | 0        | 1           | 0          |
| 18                | Kasey Keller         | Portland Timbers         | 29.11.1969 | 0        | 0        | 0           | 0          |
| 22                | David Vanole         | Los Angeles Heat         | 06.02.1963 | 0        | 0        | 0           | 0          |
| Abwehrspieler     |                      |                          |            |          |          |             |            |
| 2                 | Steve Trittschuh     | Tampa Bay Rowdies        | 24.04.1965 | 1        | 0        | 1           | 0          |
| 3                 | John Doyle           | San Francisco Blackhawks | 16.04.1966 | 2        | 0        | 0           | 0          |
| 4                 | Jimmy Banks          | Milwaukee Wave           | 02.09.1964 | 2        | 0        | 2           | 0          |
| 5                 | Mike Windischmann    | Albany Capitals          | 06.12.1965 | 3        | 0        | 1           | 0          |
| 8                 | Brian Bliss          | Albany Capitals          | 28.09.1965 | 1        | 0        | 0           | 0          |
| 12                | Paul Krumpe          | Chicago Sting            | 04.03.1963 | 0        | 0        | 0           | 0          |
| 15                | Desmond Armstrong    | Baltimore Blast          | 02.11.1964 | 3        | 0        | 0           | 0          |
| 17                | Marcelo Balboa       | San Diego Sockers        | 08.08.1967 | 2        | 0        | 0           | 0          |
| Mittelfeldspieler |                      |                          |            |          |          |             |            |
| 6                 | John Harkes          | Albany Capitals          | 08.03.1967 | 3        | 0        | 0           | 0          |
| 7                 | Tab Ramos            | Miami Freedom            | 21.09.1966 | 3        | 0        | 0           | 0          |
| 14                | John Stollmeyer      | Washington Stars         | 25.10.1962 | 2        | 0        | 0           | 0          |
| 19                | Chris Henderson      | UCLA                     | 11.12.1970 | 0        | 0        | 0           | 0          |
| 20                | Paul Caligiuri       | SV Meppen                | 09.03.1964 | 3        | 1        | 1           | 0          |
| 21                | Neil Covone          | Wake Forest University   | 31.08.1969 | 0        | 0        | 0           | 0          |
| Stürmer           |                      |                          |            |          |          |             |            |
| 9                 | Christopher Sullivan | Győri ETO FC             | 18.04.1965 | 2        | 0        | 0           | 0          |
| 10                | Peter Vermes         | FC Volendam              | 21.11.1966 | 3        | 0        | 0           | 0          |
| 11                | Eric Wynalda         | San Francisco Blackhawks | 09.06.1969 | 2        | 0        | 0           | 1          |
| 13                | Eric Eichmann        | Fort Lauderdale Strikers | 07.05.1965 | 0        | 0        | 0           | 0          |
| 16                | Bruce Murray         | Washington Stars         | 25.01.1966 | 3        | 1        | 1           | 0          |
| Trainer           |                      |                          |            |          |          |             |            |
|                   | Bob Gansler          |                          | 01.07.1941 |          |          |             |            |

## Spiele der US-amerikanischen Mannschaft

### Vorrunde
- Vereinigte Staaten –  Tschechoslowakei 1:5 (0:2)

Stadion: Stadio Comunale (Florenz)
Zuschauer: 33.266
Schiedsrichter: Röthlisberger (Schweiz)
Tore: 0:1 Skuhravý (25.), 0:2 Bílek (39.) 11m, 0:3 Hašek (50.), 1:3 Caligiuri (61.), 1:4 Skuhravý (78.), 1:5 Luhový (90.)
- Italien –  Vereinigte Staaten 1:0 (1:0)

Stadion: Olympiastadion Rom
Zuschauer: 73.423
Schiedsrichter: Codesal Méndez (Mexiko)
Tore: 1:0 Giannini (11.)
- Österreich –  Vereinigte Staaten 2:1 (0:0)

Stadion: Stadio Comunale (Florenz)
Zuschauer: 34.857
Schiedsrichter: al-Sharif (Syrien)
Tore: 1:0 Ogris (52.), 2:0 Rodax (65.), 2:1 Murray (85.)
Gastgeber Italien tat sich in der Gruppe A gegen die Außenseiter Österreich und USA bei den 1:0-Erfolgen noch recht schwer, doch gegen den vermeintlich stärksten Gegner, der CSFR, glückte ein 2:0-Sieg, bei dem der schon als Matchwinner gegen Österreich hervorgetretene und eigentlich nur als Ergänzungsspieler in den Kader aufgenommene Salvatore ‚Toto’ Schillaci erneut ins Tor traf. Die Tschechoslowaken trumpften dafür beim 5:1 gegen die USA auf, hielten auch Österreich mit 1:0 auf Distanz und wurden Zweiter der Gruppe.